# My-HiME
My-HiME (舞-HiME, Mai-HiME) is een Japanse anime-serie die voor het eerst uitgezonden werd in september 2004 op TV Tokyo.
De serie valt onder de categorie ecchi, wat vergelijkbaar is met het Engelse woord perverted, dat pervers betekent.
Mai HiME maakt deel uit van een reeks anime waarin (voornamelijk) dezelfde personages worden gebruikt.
Deze series anime worden ook wel de Maiprojects genoemd. Deze bestaan uit drie titels.
Mai HiME (dancing princess, eerste verhaal) Mai Otome (dancing maiden, tweede verhaal met een paar nieuwe personages) en Mai ZHiME (soort film van mai otome die in vier stukken is gedeeld, het begint een jaar nadat mai otome is afgelopen)

## Verhaal
De serie gaat over de zogenaamde HiME. Deze titel heeft een dubbele betekenis en staat zowel voor prinses (hime is Japans voor prinses) als voor Highly-advanced Materializing Equipment oftewel HiME.
Het verhaal begint wanneer Mai Tokiha en haar broertje Takumi Tokiha op een boot zitten onderweg naar hun nieuwe school de Fuka-academie.
Eenmaal op school met de nodige gebeurtenissen achter de rug krijgt Mai te horen dat zij een van de 12 HiME is. Deze "HiME" beschikken over bepaalde krachten. Deze houden in dat ze wapens of andere instrumenten kunnen gebruiken die bij hen hoort. Ook houdt de kracht van de HiME in dat je een "Child" kunt oproepen. Deze Childs zijn een soort monsters die vechten op commando van hun HiME of op eigen initiatief verschijnen om hun HiME te beschermen.
De kracht van deze Childs is verbonden met je meest dierbare persoon in je leven op dat moment.
Die Childs worden sterker of zwakker naargelang je gevoelens voor die ene persoon.
Deze HiME zijn er om te vechten tegen de wezens die niet in deze wereld thuishoren.
Deze worden onder de verzamelnaam Orphans geplaatst.
Later in de serie wordt er verteld dat dat alleen een test was en dan wordt er duidelijk gemaakt dat de HiME tegen elkaar moeten vechten om een evenement genaamd "Carneval" te stoppen.
Dit houdt in dat de rode ster die alleen de HiME kunnen zien, plus een paar andere mensen met speciale gaven, steeds dichterbij komt.
Door de andere HiME te verslaan heb je twee gevolgen.
De kracht van alle HiME wordt verzameld in de laatste HiME die overblijft en je hebt gelijk de sterkste HiME.
Deze HiME heeft tot taak deze ster te vernietigen voordat deze chaos en wanhoop creëert.